# インターナショナル・リボンタッグ王座
インターナショナルリボンタッグ王座は、アイスリボンが管理、認定している王座。

## 歴史
2007年、NEO女子プロレスが管理、認定していた北沢タッグ王座のチャンピオンベルトを流用して創設。チャンピオンベルトは王者が好きなように装飾を施すことができる。男子を含むタッグも王座に挑戦可能とされている。4月4日、合同興行「NEOリボン」にて初代王座決定トーナメントが4組の間で行われ、勝ち抜いたタニー・マウス&宮崎有妃が初代王座獲得。5月3日、趙雲子龍がトッチャン・チャンとのタッグで王座挑戦。初代王者初防衛戦にして男子選手が挑戦した。
2009年12月13日、JWP女子プロレスラゾーナ川崎プラザソル大会では米山香織&さくらえみ組の持つ同王座と日向あずみ&輝優優の持つJWP認定タッグ王座&デイリースポーツ認定女子タッグ王座との統一戦が行われ、勝利した日向&輝組により一度統一された。しかし、日向引退のため返上され、再び別々で王座決定戦が行われた。
2010年5月3日、後楽園ホール大会「ゴールデンリボン」では初めて3WAYマッチ（加えてハードコアリボン）で王座戦が行われた（高橋奈苗&しもうま和美が持つタイトルに葛西純&松本都とGENTARO&矢野啓太が挑戦した）。
2011年にチャンピオンベルトが新調され、2月6日の名古屋大会で2代目チャンピオンベルトが披露される。
2012年8月19日新木場1stRING大会でつくし&くるみ組が王者組の松本都＆新田猫子組に勝ち、つくし＆くるみが第27代インターナショナルリボンタッグ王者となる。なお2018年末現在、つくし＆くるみ組がタッグチームの合計年齢最年少である（戴冠時、つくし14歳、くるみ12歳、合計26歳）。
志田光&藤本つかさがREINA世界タッグ王座を獲得後、2012年11月25日の名古屋リボンにおいて同ベルトとの2冠統一を図るべくタッグトーナメントが行われ、マッスルビーナスが統一。なお、選手権ルールでは引き分けは王座剥奪となっているが、このトーナメントに限りREINAタッグに合わせて引き分けは王座防衛に変更された。
その後、2冠タッグとして防衛戦が行われていたが、2013年5月27日付でマッスルビーナスが保持していたREINA王座は返上された（インターナショナルリボンタッグ王座は返上せず）。
2017年10月29日、アイスリボンのロゴの入った新しいチャンピオンベルトにリニューアル。

## 歴代王者
| 歴代   | タッグチーム                                       | 戴冠回数 | 防衛回数 | 獲得日付       | 獲得場所 （対戦相手・その他）                                                   |
| ------ | -------------------------------------------------- | -------- | -------- | -------------- | ------------------------------------------------------------------------------- |
| 初代   | NEOマシンガンズ （タニー・マウス&宮崎有妃）        | 1        | 2        | 2007年4月4日   | 市ヶ谷アイスボックス 輝優優&勇気彩                                              |
| 第2代  | 三田英津子&真琴                                    | 1        | 2        | 2008年2月1日   | 市ヶ谷アイスボックス                                                            |
| 第3代  | 高梨マサ子&趙雲子                                  | 1        | 0        | 2008年7月29日  | 市ヶ谷アイスボックス                                                            |
| 第4代  | りほ&佐藤悠己                                      | 1        | 1        | 2008年10月24日 | 千本桜ホール                                                                    |
| 第5代  | ナナミノ （高橋奈苗&牧場みのり）                   | 1        | 0        | 2009年4月12日  | アイスリボン道場                                                                |
| 第6代  | よねざくら （米山香織&さくらえみ）                 | 1        | 2        | 2009年9月21日  | 板橋グリーンホール                                                              |
| 第7代  | 日向あずみ&輝優優                                  | 1        | 0        | 2009年12月13日 | ラゾーナ川崎プラザソル                                                          |
| 第8代  | ミートモンスターズ （松本浩代&星ハム子）           | 1        | 1        | 2010年1月4日   | 新木場1stRING                                                                   |
| 第9代  | 高橋奈苗&しもうま和美                              | 1        | 0        | 2010年2月20日  | 大阪ミナミ ムーブ・オン アリーナ                                                |
| 第10代 | 385都猿気違's （松本都&葛西純）                    | 1        | 1        | 2010年5月3日   | 後楽園ホール                                                                    |
| 第11代 | 都宮ちい&木高イサミ                                | 1        | 0        | 2010年8月7日   | 板橋グリーンホール                                                              |
| 第12代 | 市井舞&GENTARO                                     | 1        | 0        | 2010年9月23日  | 後楽園ホール                                                                    |
| 第13代 | さくらえみ&高橋奈苗                                | 1        | 6        | 2010年9月25日  | アイスリボン道場                                                                |
| 第14代 | 志田光&藤本つかさ                                  | 1        | 3        | 2010年12月23日 | アイスリボン道場                                                                |
| 第15代 | さくらえみ&Ray                                     | 1        | 4        | 2011年3月26日  | アイスリボン道場                                                                |
| 第16代 | らぶりーぶっちゃーず （星ハム子&宮城もち）         | 1        | 1        | 2011年6月1日   | アイスリボン道場                                                                |
| 第17代 | 大石真翔&趙雲子龍                                  | 1        | 0        | 2011年6月11日  | アイスリボン道場                                                                |
| 第18代 | らぶりーぶっちゃーず （星ハム子&宮城もち）         | 2        | 0        | 2011年8月6日   | アイスリボン道場                                                                |
| 第19代 | さくらえみ&真琴                                    | 1        | 1        | 2011年8月13日  | アイスリボン道場 2011年8月21日に真琴が退団のため返上                            |
| 第20代 | 十文字姉妹 （DASH・チサコ&仙台幸子）               | 1        | 0        | 2011年9月24日  | ラジアントホール 豊田真奈美&つくし 2011年10月15日の防衛戦が引き分けのため剥奪   |
| 第21代 | さくらえみ&つくし                                  | 1        | 0        | 2011年12月25日 | 後楽園ホール 里村明衣子&仙台幸子                                                |
| 第22代 | 志田光&成宮真希                                    | 1        | 2        | 2011年12月28日 | アイスリボン道場                                                                |
| 第23代 | ドロップキッカーズ （藤本つかさ&つくし）           | 1        | 1        | 2012年2月5日   | ラジアントホール                                                                |
| 第24代 | ハッピーメーカーズ （希月あおい&帯広さやか）       | 1        | 0        | 2012年5月5日   | 後楽園ホール                                                                    |
| 第25代 | ドロップキッカーズ （藤本つかさ&つくし）           | 2        | 0        | 2012年6月17日  | 北沢タウンホール                                                                |
| 第26代 | 松本都&新田猫子                                    | 1        | 0        | 2012年7月15日  | 札幌テイセンホール                                                              |
| 第27代 | つくし&くるみ                                      | 1        | 2        | 2012年8月19日  | 新木場1stRING                                                                   |
| 第28代 | 志田光&藤本つかさ                                  | 2        | 0        | 2012年11月25日 | DIAMOND HALL                                                                    |
| 第29代 | 星ハム子&ヘイリー・ヘイトレッド                    | 1        | 0        | 2012年11月28日 | アイスリボン道場                                                                |
| 第30代 | 木村響子&帯広さやか                                | 1        | 0        | 2012年12月19日 | アイスリボン道場                                                                |
| 第31代 | 青春緑 （希月あおい&つくし）                       | 1        | 1        | 2013年12月31日 | 後楽園ホール                                                                    |
| 第32代 | 志田光&藤本つかさ                                  | 3        | 9        | 2013年5月25日  | ラジアントホール 2014年3月22日に志田光が退団のため返上                          |
| 第33代 | .STAP （成宮真希&世羅りさ）                        | 1        | 9        | 2014年3月30日  | 後楽園ホール つくし&くるみ                                                      |
| 第34代 | 紫春鬼 （紫雷美央&つくし）                         | 1        | 2        | 2015年3月21日  | 後楽園ホール                                                                    |
| 第35代 | Leon&新田猫子                                      | 1        | 0        | 2015年8月17日  | 後楽園ホール                                                                    |
| 第36代 | オレンジハッピーズ （春山香代子&希月あおい）       | 1        | 0        | 2015年9月23日  | ラジアントホール                                                                |
| 第37代 | ベストフレンズ （中島安里紗&藤本つかさ）           | 1        | 3        | 2015年10月17日 | 後楽園ホール                                                                    |
| 第38代 | つくし&柊くるみ                                    | 2        | 0        | 2016年9月19日  | ラジアントホール                                                                |
| 第39代 | Avid Rival （水波綾&大畠美咲）                     | 1        | 3        | 2016年10月9日  | ススキノ・マルスジム                                                            |
| 第40代 | つくし&柊くるみ                                    | 3        | 1        | 2017年3月26日  | 後楽園ホール 2017年5月28日の防衛戦が引き分けのため剥奪                          |
| 第41代 | つくし&柊くるみ                                    | 4        | 0        | 2017年6月11日  | ススキノ・マルスジム 星ハム子&星いぶき 2017年9月9日に、つくしが不祥事のため剥奪 |
| 第42代 | アジュール・レボリューション （世羅りさ&雪妃真矢） | 1        | 7        | 2017年10月29日 | 後楽園ホール 星ハム子&宮城もち                                                  |
| 第43代 | らぶりーぶっちゃーず （星ハム子&宮城もち）         | 3        | 3        | 2018年7月1日   | ススキノ・マルスジム                                                            |
| 第44代 | GEKOKU娘 （弓李&尾崎妹加）                         | 1        | 3        | 2018年12月31日 | 後楽園ホール                                                                    |
| 第45代 | アジュール・レボリューション （雪妃真矢&世羅りさ） | 1        | 2        | 2019年3月17日  | オリエンタルホテル東京ベイ                                                      |
| 第46代 | テキーラ沙弥&ジュリア                              | 1        | 2        | 2019年7月15日  | ラジアントホール                                                                |
| 第47代 | アジュール・レボリューション （雪妃真矢&世羅りさ） | 2        | 0        | 2019年9月23日  | ラジアントホール                                                                |
| 第48代 | ドロップキッカーズ （藤本つかさ&つくし）           | 3        | 6        | 2019年11月3日  | 176BOX                                                                          |
| 第49代 | フランクシスターズ （柊くるみ&宮城もち）           | 1        | 4        | 2020年8月9日   | 横浜文化体育館                                                                  |
| 第50代 | 雪妃真矢&尾崎妹加                                  | 1        | 4        | 2020年12月31日 | 後楽園ホール                                                                    |
| 第51代 | 松本浩代&柊くるみ                                  | 1        | 1        | 2021年4月24日  | 後楽園ホール 2021年6月14日に柊くるみが負傷のため返上                            |
| 第52代 | 松本浩代&藤本つかさ                                | 1        | 1        | 2021年7月24日  | 後楽園ホール 世羅りさ&藤田あかね、雪妃真矢&尾﨑妹加による3WAYタッグマッチ       |
| 第53代 | アジュール・レボリューション （雪妃真矢&世羅りさ） | 3        | 5        | 2021年8月9日   | 横浜武道館                                                                      |
| 第54代 | 親子スター （星ハム子&星いぶき）                   | 1        | 1        | 2021年12月31日 | 後楽園ホール                                                                    |
| 第55代 | galaxyPunch! （SAKI&清水ひかり）                   | 1        | 1        | 2022年3月27日  | 176BOX                                                                          |
| 第56代 | BIG★DEKAI!!! （まなせゆうな&トトロさつき）         | 1        | 2        | 2022年5月4日   | 横浜武道館                                                                      |
| 第57代 | ムコマコ （星ハム子&真琴）                         | 1        | 0        | 2022年7月31日  | 後楽園ホール                                                                    |
| 第58代 | 志田光&星いぶき                                    | 1        | 1        | 2022年9月24日  | 後楽園ホール                                                                    |
| 第59代 | ムコマコ （星ハム子&真琴）                         | 2        | 3        | 2023年3月19日  | 後楽園ホール                                                                    |
| 第60代 | 神姫楽ミサ&柳川澄樺                                | 1        | 1        | 2023年8月26日  | 後楽園ホール 2023年10月22日の防衛戦が引き分けのため剥奪                         |
| 第61代 | QUEEN VALKYRIE （杏ちゃむ&YuuRI）                  | 1        | 1        | 2023年11月3日  | 東京ドームシティプリズムホール 星いぶき&松下楓歩                                |
| 第62代 | チアフル （弓李&芦田美歩）                         | 1        | 0        | 2023年12月31日 | 後楽園ホール                                                                    |
| 第63代 | BIG★DEKAI!!! （まなせゆうな&トトロさつき）         | 2        | 0        | 2023年12月31日 | 後楽園ホール                                                                    |
| 第64代 | ムコマコ （真琴&星ハム子）                         | 3        | 3        | 2024年7月14日  | 新木場1stRING                                                                   |
| 第65代 | きらミク （若菜きらり&叶ミク）                     | 1        | 0        | 2025年3月16日  | TOKYO SQUARE in Itabashi                                                        |
| 第66代 | ちあぷり （神姫楽ミサ&しのせ愛梨紗）               | 1        | 0        | 2025年4月27日  | 大田区産業プラザPiO小展示ホール                                                 |
| 第67代 | BAD BUTTS （杏ちゃむ&Yappy）                       | 1        |          | 2025年5月25日  | 北沢タウンホール                                                                |